# 금서초등학교
금서초등학교는 대한민국 경상남도 산청군 금서면 화계리에 있는 공립 초등학교이다.

## 학교 연혁
- 1922년 6월 7일 금서공립보통학교(4년제) 개교(특리)설립인가 4월 1일
- 1929년 3월 31일 6년제로 연장
- 1936년 10월 6일 현 위치로 교사 이전(주상리)
- 1938년 4월 1일 금서공립심상소학교 개칭[1]
- 1941년 4월 1일 금서공립국민학교 개칭[2]
- 1950년 4월 1일 금서국민학교로 개칭[3]
- 1981년 1월 19일 병설유치원 설립인가
- 1985년 3월 1일 방곡분교장 본교 관할
- 1989년 3월 1일 방곡분교장 통합
- 1996년 3월 1일 금서초등학교 개칭[4]
- 2020년 2월 14일 제95회 졸업식(3,559명)
- 2020년 3월 1일 제45대 장회경 교장 취임

## 학교 상징
- 교화 - 배롱나무 : 아름다운 꽃 향기를 오랜동안 뿜어주는 배롱나무 꽃처럼 끈기있게 행동하자.
- 교목 - 전나무 : 언제나 바르고 곧게 자라는 전나무처럼 바르게 자라자.

## 참고 자료
- 금서초등학교 - 한국교육학술정보원 학교알리미